# Балдуин III фон Щайнфурт
Балдуин III фон Щайнфурт (на немски: Balduin III von Steinfurt; † между 8 август 1394 / 25 януари 1395) е господар на Щайнфурт, фогт на Св. Мауриц и Мюнстер и рицар.

## Произход
Той е вторият син на Лудолф VII фон Щайнфурт († 1360) и съпругата му Перонета фон Билщайн († сл. 21 юли 1369), дъщеря на Дитрих II фон Билщайн († 1335) и графиня Катарина фон Арнсберг († 1362), дъщеря на граф Лудвиг фон Арнсберг-Ритберг и Пиронета фон Юлих, дъщеря на граф Вилхелм IV фон Юлих. Внук е на Лудолф VI фон Щайнфурт († 1308) и на Ода фон Дипхолц. Правнук е на Балдуин II, господар на Щайнфурт, стюард на Боргхорст († 1290/fl 1316) и съпругата му Елизабет фон Липе († 1315/1316), дъщеря на Бернхард III фон Липе († 1264/1265). Племенник е на Балдуин фон Щайнфурт († 31 март 1361), епископ на Падерборн (1341 – 1361).
По-големият му брат Лудолф фон Щайнфурт умира през 1349/1350 г. в Любек.

## Фамилия
Първи брак: пр. 1353 г. с Ирмгард фон Бланкенхайм († сл. 1355), дъщеря на Йохан фон Бланкенхайм († 1343) и Рикарда (Карда) фон Марк († сл. 1388). Те имат една дъщеря:
- Катарина фон Щайнфурт († сл. 1391), абатиса на Боргхорст 1391 г.

Втори брак: сл. 1357 г. с Мехтилд фон Аркел († сл. 1376), вдовица на Вилхелм V фон Хорн († сл. 1357), дъщеря на Йохан IV фон Аркел (1314 – 1360)Ян фон Аркел († 1359/1360) и Ирмгард фон Клеве († 1362). Те имат две деца:
- Лудолф VIII фон Щайнфурт († 1421), женен I. пр. 1386 г. за Лукарда фон Шаумбург; II. 1417 г. за Кунигунда фон Бронкхорст
- Перонета фон Щайнфурт († 1404), омъжена октомври/декември 1370 г. за граф Бернхард I фон Бентхайм († 1421), син на граф Йохан II фон Бентхайм